# Троичная логика
Трои́чная ло́гика (трёхзначная логика или тернарная логика) — один из видов многозначной логики, предложенный Яном Лукасевичем в 1920 году. Трёхзначная логика — исторически первая многозначная логика, является простейшим расширением двузначной логики.

## Классификация
Различают чёткую ТЛ, в которой все три значения определяются как конкретные числовые значения (например, {\displaystyle \{0,1,2\}}, {\displaystyle \{-1,0,+1\}}, {\displaystyle \{0,{}^{1}\!/_{2},1\}}), а также ряд нечётких троичных логик с одним, двумя и тремя нечёткими логическими значениями (выражаемые числами как диапазоны значений).
Нечёткая троичная логика с одним нечётким значением дополняет значения {\displaystyle 0} («ложь») и {\displaystyle 1} («истина») нечётким значением «неопределённость», занимающую (в сравнении с вероятностной логикой) весь интервал {\displaystyle (0,1)}. Примером значений ТЛ с двумя нечёткими значениями можно назвать («меньше», «равно», «больше»), («отрицательно», 0, «положительно»).
Высокий практический интерес представляет ТЛ с тремя нечёткими значениями, так как любая измеряемая (например, посредством датчиков) информация верна лишь с определенным допуском, то есть в некотором диапазоне значений. Примерами значений таких логик могут быть тройки («меньше», «равно, в пределах допуска», «больше»), («уклон влево», «прямо, в допустимых пределах», «уклон вправо»), («холодно», «прохладно», «жарко») и другие.

## Алгебраические свойства
Троичная логика, в отличие от двоичной, не булево кольцо и обладает собственным математическим аппаратом — системой аксиом, которые определяют над множеством {«1», «0», «1»} одноместные и двухместные операции, а также выводимыми из них свойствами.
Для конъюнкции и дизъюнкции в тройной логике сохраняются коммутативный (переместительный), ассоциативный (сочетательный) и дистрибутивный (распределительный) законы.
Несколько свойств образуются благодаря особенности отрицания Лукасевича:
- {\displaystyle \lnot {\bar {1}}=1}
- {\displaystyle \lnot (x\land {\bar {1}})=\lnot x\lor 1}

Однако из-за наличия третьего значения некоторые законы двоичной логики оказываются неверными и для них сформулированы троичные аналоги. Так, вместо закона противоречия стали применять закон несовместности состояний, вместо закона исключённого третьего — закон полноты состояний (закон исключённого четвёртого), вместо неверного закона Блейка—Порецкого применяют трёхчленный закон Блейка—Порецкого.

## Физическая реализация
При физической реализации троичным функциям в троичной логике соответствуют троичные логические элементы, в общем случае не обязательно электронные.
Схемы с 3-4-значной логикой дают возможность сократить количество используемых логических и запоминающих элементов, а также межэлементных соединений. Схемы трёхзначной логики легко реализуются на КМОП-технологии. Трёхзначная логика обладает большей выразительностью, чем двухзначная.
На основе троичных элементов — троичной ферритодиодной ячейки разработки Николая Брусенцова — в 1959 году в вычислительном центре МГУ спроектирована малая ЭВМ «Сетунь», выпущена в 46 экземплярах.

## Логики

### Логики Клини и Приста
Ниже показаны таблицы истинности для логических операций «Сильной логики неопределённости» (strong logic of indeterminacy) Стивена Клини и «Парадоксальной логики» (logic of paradox, LP) Грэма Приста. Обе логики имеют три логических значения — «ложь», «неопределённость» (в логике Приста — «парадокс») и «истина», которые в логике Клини обозначаются буквами F (false), U (unknown), T (true), а в логике Приста числами −1, 0 и 1.
| A | ¬ A |
| - | --- |
| F | T   |
| U | U   |
| T | F   |

| A ∧ B | A ∧ B | B | B | B |
| A ∧ B | A ∧ B | F | U | T |
| ----- | ----- | - | - | - |
| A     | F     | F | F | F |
| A     | U     | F | U | U |
| A     | T     | F | U | T |

| A ∨ B | A ∨ B | B | B | B |
| A ∨ B | A ∨ B | F | U | T |
| ----- | ----- | - | - | - |
| A     | F     | F | U | T |
| A     | U     | U | U | T |
| A     | T     | T | T | T |

| A | ¬ A |
| - | --- |
| F | T   |
| U | U   |
| T | F   |

| A ∧ B | A ∧ B | B | B | B |
| A ∧ B | A ∧ B | F | U | T |
| ----- | ----- | - | - | - |
| A     | F     | F | F | F |
| A     | U     | F | U | U |
| A     | T     | F | U | T |

| A ∨ B | A ∨ B | B | B | B |
| A ∨ B | A ∨ B | F | U | T |
| ----- | ----- | - | - | - |
| A     | F     | F | U | T |
| A     | U     | U | U | T |
| A     | T     | T | T | T |

| A  | ¬ A |
| -- | --- |
| −1 | +1  |
| 0  | 0   |
| +1 | −1  |

| A ∧ B | A ∧ B | B  | B  | B  |
| A ∧ B | A ∧ B | −1 | 0  | +1 |
| ----- | ----- | -- | -- | -- |
| A     | −1    | −1 | −1 | −1 |
| A     | 0     | −1 | 0  | 0  |
| A     | +1    | −1 | 0  | +1 |

| A ∨ B | A ∨ B | B  | B  | B  |
| A ∨ B | A ∨ B | −1 | 0  | +1 |
| ----- | ----- | -- | -- | -- |
| A     | −1    | −1 | 0  | +1 |
| A     | 0     | 0  | 0  | +1 |
| A     | +1    | +1 | +1 | +1 |

| A  | ¬ A |
| -- | --- |
| −1 | +1  |
| 0  | 0   |
| +1 | −1  |

| A ∧ B | A ∧ B | B  | B  | B  |
| A ∧ B | A ∧ B | −1 | 0  | +1 |
| ----- | ----- | -- | -- | -- |
| A     | −1    | −1 | −1 | −1 |
| A     | 0     | −1 | 0  | 0  |
| A     | +1    | −1 | 0  | +1 |

| A ∨ B | A ∨ B | B  | B  | B  |
| A ∨ B | A ∨ B | −1 | 0  | +1 |
| ----- | ----- | -- | -- | -- |
| A     | −1    | −1 | 0  | +1 |
| A     | 0     | 0  | 0  | +1 |
| A     | +1    | +1 | +1 | +1 |

Значение U в логике Клини присваивается выражениям, которые реально имеют значение T или F, но в данный момент это значение по каким-то причинам неизвестно, в результате чего возникает неопределённость. Тем не менее, результат логической операции с величиной U может оказаться определённым. Например, поскольку T & F = F и F & F = F, то и U & F = F. В более общем виде: если для некоторой логической операции oper выполняется соотношение
 oper(F,F)=oper(F,T), то oper(F,U)=oper(F,F)=oper(F,T);
аналогично, если
oper(T,F)=oper(T,T), то oper(T,U)=oper(T,F)=oper(T,T).
В отличие от логики Клини, в логике Приста значение 0 определено и считается одновременно и истинным, и ложным (парадоксальным). Разница заключается в определении тавтологий. Тогда как в логике Клини только одно выделенное истинностное значение — это T, в логике Приста оба значения — 1 и 0 — являются выделенными.
При численном обозначении логических значений (-1, 0, 1) логические операции эквивалентны следующим численным операциям:
{\displaystyle {\bar {X}}=-X;}
{\displaystyle X\lor Y=max(X,Y);}
{\displaystyle X\land Y=min(X,Y).}
Операция импликации в логиках Клини и Приста определяется формулой, аналогичной формуле двоичной логики:
{\displaystyle X\rightarrow Y\ {\overset {\underset {\mathrm {def} }{}}{=}}{\bar {X}}\lor Y}.
Таблицы истинности для неё
| A → B | A → B | B | B | B |
| A → B | A → B | T | U | F |
| ----- | ----- | - | - | - |
| A     | T     | T | U | F |
| A     | U     | T | U | U |
| A     | F     | T | T | T |

| A → B | A → B | B  | B  | B  |
| A → B | A → B | +1 | 0  | −1 |
| ----- | ----- | -- | -- | -- |
| A     | +1    | +1 | 0  | −1 |
| A     | 0     | +1 | 0  | 0  |
| A     | −1    | +1 | +1 | +1 |

Это определение отличается от определения импликации, принятого в логике Лукасевича.

## Функциональный подход
Назовём функцию {\displaystyle y=f(x_{1},\;x_{2},\;\ldots ,\;x_{n})} функцией трёхзначной логики, если все её переменные принимают значения из множества {0,1,2} и сама функция принимает значения из этого же множества. Примеры функций: max(x, y), min(x, y), x+1 (mod 3). Обозначим {\displaystyle P_{3}} множество всех функций трёхзначной логики. Под операцией над функциями будем понимать суперпозицию. Класс функций K из {\displaystyle P_{3}} назовём замкнутым, если любая суперпозиция функций из K принадлежит K. Система функций класса K называется полной, если любая функция из K может быть представлена суперпозицией функций этой системы. Полная система называется базисом, если никакая функция из этой системы не может быть представлена суперпозицией остальных функций этой системы. Доказано, что в {\displaystyle P_{3}} существует конечный базис (в частности, состоящий из одной функции). Замкнутый класс K называется предполным, если он не совпадает с {\displaystyle P_{3}}, но добавление любой функции, ему не принадлежащей, порождает {\displaystyle P_{3}}. С. В. Яблонским доказано, что в {\displaystyle P_{3}} существует 18 предполных классов. Также доказано, что все они имеют конечные базисы, в частности, состоящие из функций, зависящих не более чем от двух переменных. Ю. И. Янов и А. А. Мучник доказали, что в {\displaystyle P_{3}} существуют классы функций, не имеющие базиса, и классы функций, имеющие бесконечный базис. Отсюда следует, что множество замкнутых классов в {\displaystyle P_{3}} имеет мощность континуума. Этим трёхзначная (и любая многозначная) логика существенно отличается от двухзначной, где, как доказано Постом, все замкнутые классы имеют конечный базис и множество замкнутых классов счётно.

## Использование в базах данных
В некоторых системах управления базами данных используется специальное значение UNKNOWN, которое может быть результатом логической операции, наряду со значениями TRUE и FALSE.
Смысл значения UNKNOWN — «неизвестность», то есть неопределённый результат операции. Значение UNKNOWN может использоваться тогда, когда в применяемой системе разработки программного обеспечения используется специальное значение NULL. Операция сравнения возвращает значение UNKNOWN, если один или оба из её операндов равны NULL, а также некоторые логические операции, если одним из их операндов является значение UNKNOWN. Условными операторами языков программирования значение UNKNOWN обрабатывается аналогично FALSE, то есть конструкция вида:
```
 
if
 UNKNOWN 
then
 a := 1 
else
 a := 2
```

приведёт к присваиванию переменной a значения 2.

### Правила операций с UNKNOWN
- Любая операция сравнения любого значения с NULL или UNKNOWN даёт в результате UNKNOWN.
- not UNKNOWN = UNKNOWN
- TRUE and UNKNOWN = UNKNOWN
- FALSE and UNKNOWN = FALSE
- TRUE or UNKNOWN = TRUE
- FALSE or UNKNOWN = UNKNOWN
- TRUE xor UNKNOWN = UNKNOWN
- FALSE xor UNKNOWN = UNKNOWN